# Amanda Pays
Amanda J. Pays (Londres, 6 de junio de 1959) es una actriz inglesa. Principalmente conocida por sus papeles como Theora Jones en la serie de cine y televisión Max Headroom (1987-1988) y como Christina "Tina" McGee en la serie The Flash (1990-1991).

## Biografía
Pays hizo su debut en el año 1984 en la película The Cold Room donde interpretó a Carla Martin / Christa Bruckner. Ese mismo año participa en Oxford Blues como Lady Victoria Wingate.
En el año 1985 participa en Max Headroom donde interpreta a Theora Jones. Ese mismo año participa en la miniserie Anno Domini donde interpreta a Sarah. Ese mismo año participa en La muerte de Lord Edgware, Como el perro y el gato, Mr. and Mrs. Edgehill y Minder. En el año 1993 participa en Expediente X, Una de romanos y le siguen El nido de la serpiente, Solitario pra dos, Hollywood confidential.
Su más reciente participación es en 2008 en Psych.

## Vida personal

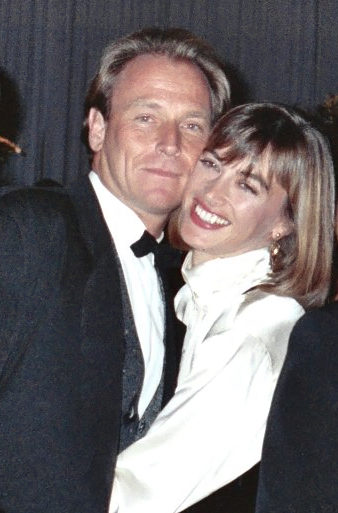
Pays y su esposo en 1990.

El 19 de noviembre de 1988 se casa con el también actor Corbin Bernsen. Un año después tienen su primer hijo (Oliver Miller) el 12 de marzo de 1989. En 1992 nacen los gemelos Henry Pays y Angus Moore. El 9 de junio de 1998 nace su último hijo Finley Cooper.

## Filmografía
- The Flash (2014) ~ Christina 'Tina' McGee
- Psych (2008) ~ Susan B
- Nip/Tuck, a golpe de bitsurí (2006)
- Trampa a Santa Claus (2002) ~ Doris Spivak
- Breathing Room (2002)
- Tormenta de fuego (2001) ~ Jennifer Lewis
- Grapevine (2000) ~ Paulina
- Any Day Now (1999) ~ Helen
- Martial Law (1999) ~ Dr. Broderick
- Matando el tiempo (1999) ~ Angela Blendal
- Siete en el paraíso (1999) ~ Emily Grant
- Vengeance Unlimited (1999) ~ Gail Dawson
- Thief Takers (1996-1997) ~ Anna Dryden
- Spacejacked (1997) ~ Dawn
- Hollywood Confidential (1997) ~ Joan Travers
- Subterfuge (1996) ~ Alex
- Solitario para dos (1995) ~ Katie Burrough
- El nido de la serpiente (1994) ~ Katherine Elshant
- Una de romanos (1993) ~ Elena
- Expediente X (1993) ~ Phoebe Green
- Fortuna y asesinato (1992) ~ Jennifer Ashford
- El arte de matar (1991) ~ Mariet
- The Flash (1990-1991) ~ Christina 'Tina' McGee
- Parker Kane (1990) ~ Sarah Taylor
- Leviathan: El demonio del abismo (1989) ~ Elizabeth 'Willie' Williams
- CBS Summer Playhouse (1988) ~ Alexandra Greer
- Saigón (1988) ~ Nicole
- Max Headrom, el hombre de la pantalla (1987-1988) ~ Theora Jones
- Trans-Gen, los genes de la muerte (1987) ~ Melissa Leftridge
- Minder (1985) ~ Nikki South
- Mr. and Mrs. Edgehill (1985) ~ Vivienne
- Como el perro y el gato (1985) ~ Tiffany Grace
- La muerte de Lord Edgware (1985) ~ Geraldine Marsh
- Anno Domini (1985) ~ Sarah
- Max Headroom (1985) ~ Theora Jones
- Oxford Blues (1984) ~ Lady Victoria Wingate
- The Cold Room (1984) ~ Carla Martin / Christina Bruckner